# Coprocessador

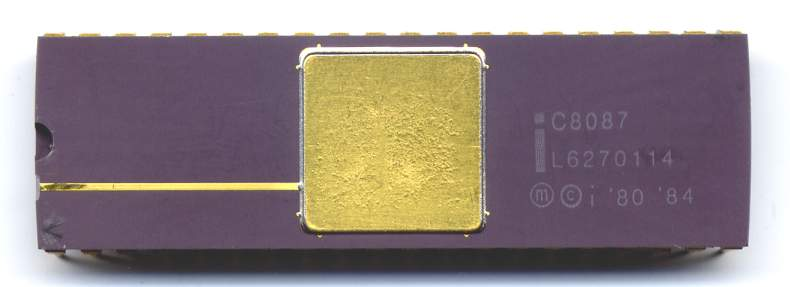
coprocessador matemàtic Intel C8087.

Un  coprocessador  és un microprocessador d'un ordinador utilitzat com a suplement de les funcions del processador principal (la CPU). Les operacions executades per un d'aquests coprocessadors poden ser operacions d'aritmètica en coma flotant, processament gràfic, processament de senyals, processament de text o Criptografia, etc. I la seva funció és evitar que la UCP hagi de realitzar aquestes tasques de còmput intensiu, aquests coprocessadors poden accelerar el rendiment del sistema pel fet d'aquesta descàrrega de treball en el processador principal i perquè solen ser processadors especialitzats que realitzen les tasques per a les quals estan dissenyats més eficientment. A més aquests coprocessadors permeten als compradors d'ordinadors personalitzar el seu equipament, ja que només hauran de pagar aquest maquinari específic que desitgin o necessitin tenir el rendiment extra ofert per aquests dispositius.
Els coprocessadors van ser vistos per primera vegada en els mainframes on s'afegien per funcionalitat opcional com el suport matemàtic per punt flotant, un altre ús molt comú era per al control dels canals d'entrada/sortida, encara que aquest dispositiu es coneixia normalment com controlador de canal, un exemple d'aquests dispositius el tenim en els controladors DMA.
Els coprocessadors també van començar a fer-se comuns en els ordinadors d'escriptori a través dels 1980 ia principis dels 1990 a causa de les limitacions del disseny de la CPU i consideracions de cost. El  coprocessador matemàtic  va ser un extra comú per als ordinadors de gamma alta com el Macintosh II i moltes estacions de treball que requerien capacitats d'aritmètica en coma flotant, però fins a principis dels 90 la demanda d'aquests dispositius va ser mínim. Un altre coprocessador que va començar a ser comú durant aquesta era va ser el coprocessador gràfic, usat per la Família Atari de 8 bits i el Commodore Amiga. El processador gràfic en els Commodore era denominat habitualment com "Copper".
Finalment, el cost dels coprocessadors matemàtics va ser prou baix per incloure en el microprocessador de propòsit general (CPU) les funcions del coprocessador matemàtic eliminant, d'aquesta manera, els components separats. La demanda de coprocessador gràfic dedicat també ha crescut, però, a causa de l'alta demanda de processament gràfic per part dels videojocs d'ordinador que requereixen gràfics 3D per ordinador molt reals; aquest processador dedicat s'elimina una considerable càrrega computacional a la CPU principal i incrementa el rendiment en les aplicacions gràfiques intensives. A partir de l'any 2000, les targetes gràfiques amb una Unitat de Processament Gràfic (GPU) són comuns. Les targetes de so actuals també inclouen el potent processador inclòs amb extensions multimèdia per eliminar temps de còmput en el processador principal. El 2006, Ageia va anunciar una altra targeta d'expansió per a ordinadors anomenada PhysX, aquest dispositiu té un processador integrat dissenyat per a executar computació dels aspectes físics dels escenaris 3D alliberant d'aquesta càrrega de la CPU i GPU. Està dissenyat per treballar amb videojocs, però teòricament es podran executar altres tasques matemàtiques en ell.
Un coprocessador no és un processador de propòsit general, alguns coprocessadors no poden ni tan sols llegir les instruccions des de la memòria sinó que executen flux d'instruccions. Aquests processadors requereixen un processador principal que llegiu les respostes del coprocessador i manegi totes les operacions junt amb les funcions del processador. Algunes arquitectures el coprocessador és un altre processador de propòsit general, però que només s'executarà un rang de funcions limitades pel processador principal que li exercirà el control. Noteu la diferència d'aquest model amb els termes d'un multiprocessador, que també té més d'un microprocessador de propòsit general.

### Coprocessador d'Entrada/Sortida
- UART
- DMA uutuyii

### Coprocessador matemàtic
- FPU
- Intel 8087
- Motorola 68881
- MMX
- SSE
- 3DNow !
- AltiVec

### Coprocessador gràfic
- GPU
- Emotion Cerca